# Kendži Doihara
Kendži Doihara (japonsky 土肥原 賢二, Doihara Kendži; 8. srpna 1883 Okajama – 23. prosince 1948 Tokio) byl důstojník japonské armády. Jako generál japonské císařské armády se během druhé světové války zasloužil o japonskou invazi do Mandžuska, což mu vyneslo přezdívku „Lawrence z Mandžuska“, která je odkazem na Lawrence z Arábie. Podle Jamieho Bishera však bylo lichotivé epiteton použito dost nepříhodně, protože plukovník T. E. Lawrence bojoval za osvobození, nikoli za utlačování lidí.
Ve funkci vysokého zpravodajského důstojníka sehrál klíčovou roli při pletichách, které vedly k okupaci velkých částí Číny, destabilizaci země a rozvratu tradiční struktury čínské společnosti. Ve snaze předejít očekávané reakci na japonskou expanzi, používal velmi nekonvenční metody. Stal se strůjcem mandžuského obchodu s drogami a skutečným šéfem čínského podsvětí.
Po skončení druhé světové války byl stíhán za válečné zločiny, postaven před Mezinárodní vojenský tribunál pro Dálný Východ, shledán vinným, odsouzen k trestu smrti a v prosinci 1948 oběšen.

## Druhá čínsko-japonská válka a druhá světová válka

### Zločinecké aktivity
Doiharovo působení v Číně výrazně vybočilo z rámce obvyklého chování zpravodajského důstojníka. Jako šéf japonských tajných služeb v Číně vynalézavě všemožnými způsoby podrýval schopnost obyvatel porobené země postavit se na odpor.

## Trestní stíhání a odsouzení

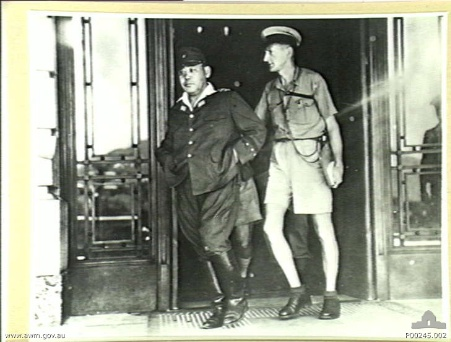
Zatčení, obvinění z válečných zločinů

Po kapitulaci Japonska byl spojeneckými okupačními úřady zatčen a souzen před Mezinárodním vojenským soudem pro Dálný východ jako válečný zločinec třídy A spolu s dalšími členy mandžuské správy odpovědnými za tamní japonskou politiku. Byl shledán vinný v bodech 1, 27, 29, 31, 32, 35, 36 a 54 a byl odsouzen k trestu smrti, zatímco jeho blízký spolupracovník Naoki Hošino, finanční specialista a ředitel japonské státní opiové monopolní kanceláře v Mandžusku, byl odsouzen na doživotí. Podle obžaloby, nástroje uplatňované japonskou správou byly: „... systematicky provádět politiku oslabování vůle původních obyvatel vzdorovat (...) přímým i nepřímým podporováním zvýšené produkce a dovozu opia a jiných narkotik a podporou prodeje a konzumace těchto drog obyvatelstvem.“ 23. prosince 1948 byl oběšen ve věznici Sugamo.

## Mládí

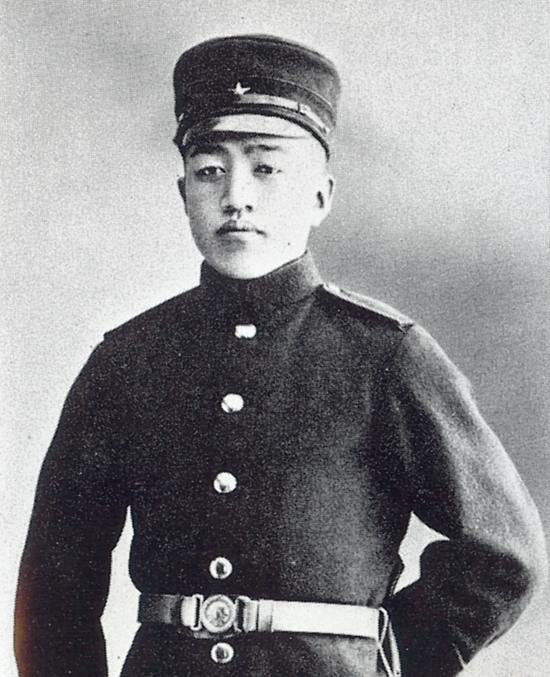
Kendži Doihara v kadetské uniformě, 1903

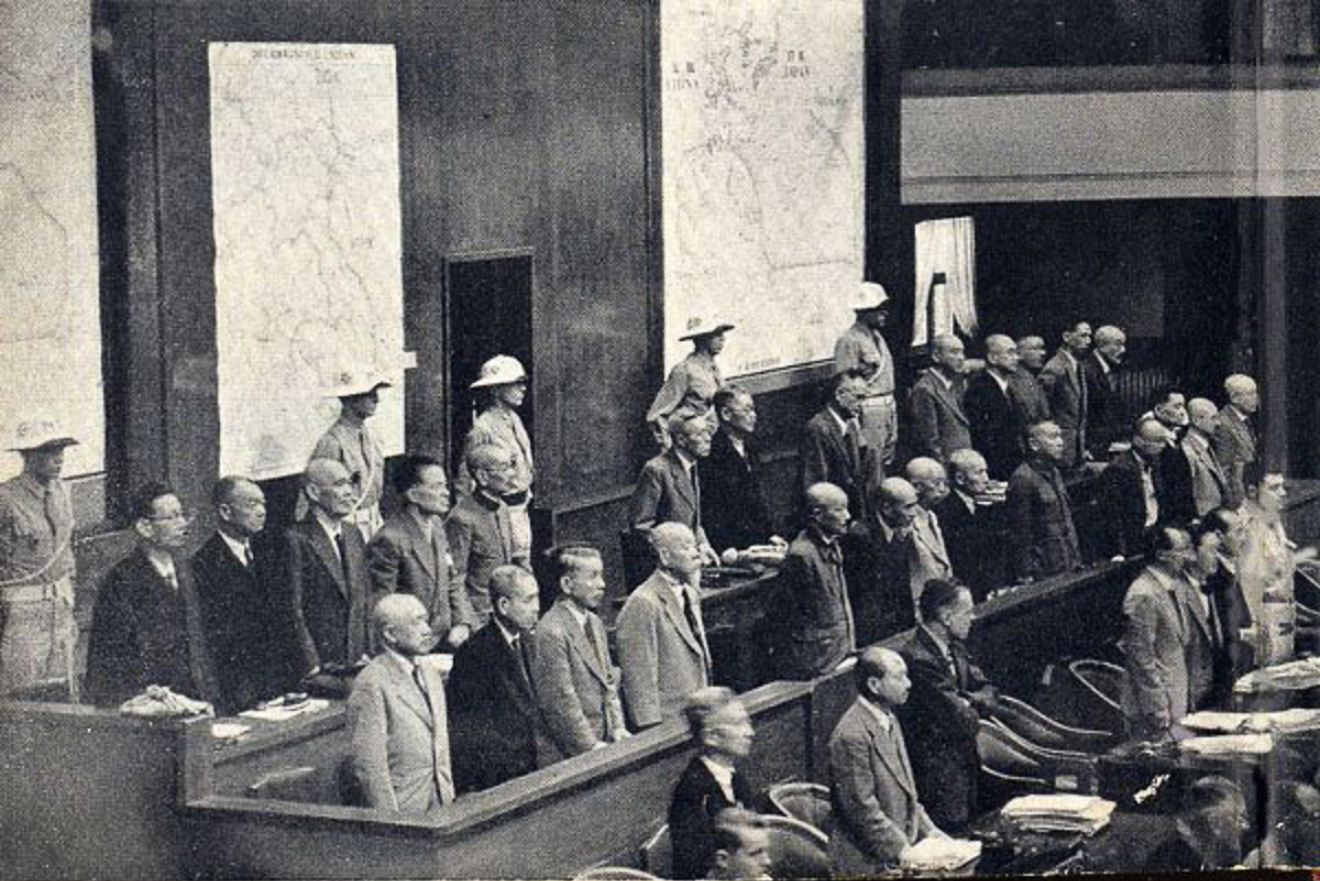
Během procesu před Mezinárodním vojenským tribunálem na Dálném východě. V dolní řadě mezi obviněnými první zleva

Kendži Doihara se narodil ve městě Okajama roku 1883. Roku 1904 dokončil Japonskou vojenskou akademii a roku 1912 Vysokou školu vojenskou.
Doihara toužil po vysokém vojenském postu, ale bránil mu jeho nízký původ. Využil svou 15letou sestru jako konkubínu pro prince výměnou za vojenskou hodnost a vyslání na japonskou ambasádu do Pekingu jako asistent vojenského attaché generála Hideki Tódžóa.
Většinu své rané kariéry strávil v severní Číně, kromě let 1921-1922, kdy se jako součást japonských sil vydává do východního Ruska, kvůli Sibiřské intervenci.
V letech 1926 až 1927 sloužil u 2. pěšího pluku císařské armády a v roce 1927 u 3. pěšího pluku. V roce 1927 byl součástí oficiální mise do Číny a poté sloužil v letech 1927 až 1928 u 1. divize.
Naučil se mluvit plynně mandarínskou čínštinou a několika dalšími čínskými dialekty a díky tomu byl schopen stát se součástí vojenské rozvědky.

### Související článek
- Japonské válečné zločiny